# Parafia św. Wacława w Chicago
Parafia św. Wacława w Chicago (ang. St. Wenceslaus’s Parish) – parafia rzymskokatolicka położona w Chicago w stanie Illinois, Stany Zjednoczone.
Jest ona wieloetniczną parafią w północno-zachodniej dzielnicy Chicago, z mszą św. w j. polskim dla polskich imigrantów.
Parafia została poświęcona św. Wacławowi.